# Harald II
Harald II, ó Harald II Greycloak o Harald Eiriksson, traduït literalment (nòrdic antic: Haraldr gráfeldr, noruec: Harald Gråfell, danès: Harald Gråfeld; c. 935 - c. 970) va ser un rei de Noruega de la dinastia Fairhair.

## Biografia
fill de Haakon el Bo i d'una germana de Harald I de Dinamarca, va ser rei de Noruega entre els anys 961 i 970.
Des de l'inici, el seu regnat va estar marcat per la guerra, ja que la seva autoritat era discutida per diverses regions del país i estava amenaçada per la dinastia danesa, que volia annexionar-se Noruega.
Va poder mantenir-se al poder perquè va fer executar els cabdills locals rebels com Sigurd Haakonsson, Tryggve Olafsson i Gudrød Bjørnsson. Harald va prendre el poder del país fins a la Hålogaland inclosa,establint el control de la ruta comercial al llarg de la costa noruega. També va emprendre una expedició vikinga a Bjarmaland, avui la zona d'Arkhangelsk al nord de Rússia.
Va realitzar incursions de saqueig cap a terres russes per aconseguir botí però va ser mort a traïció pels parents danesos.

## Haralds saga gráfeldar
La Haralds saga gráfeldar és un dels relats de Heimskringla sobre els reis noruecs. A finals del regnat de Haakon el Bo, Eric el Sanguinari torna del seu exili a Dinamarca i desferma la guerra a Noruega. Després de matar el seu germà a la batalla de Fitjar, els fills d'Eric van governar sobre tota Noruega fins que Harald II va ser assassinat per un engany de Håkon Sigurdsson. Els Jarl de Lade governarien Noruega fins a finals del segle x. Encara que l'obra se centra en el govern de Harald II, el personatge no apareix descrit per l'autor de forma simpàtica.